# Ludovico Manin

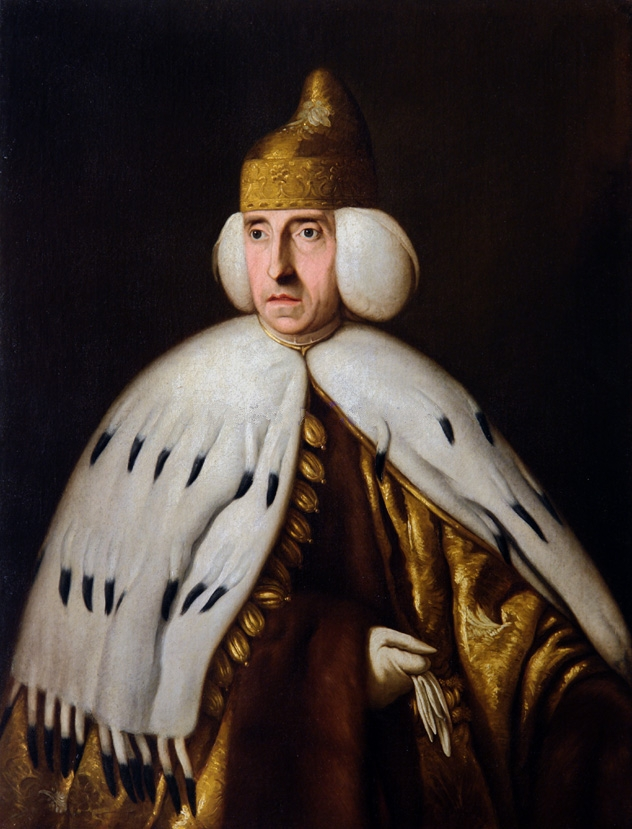
Porträt, Öl auf Leinwand, 99 * 75,5 cm, Bernardino Castelli (1750–1810), heute im Museo Correr

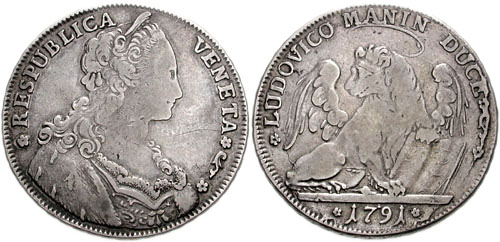
Unter Manin 1791 geprägter „Tallero“

Ludovico Manin (* 23. Juni 1726 in Venedig; † 24. Oktober 1802 ebenda) war der letzte Doge der Republik Venedig. Er regierte von 1789 bis zu seiner Abdankung im Jahr 1797, als er die Stadt an Napoleon Bonaparte übergab und die Republik aufgelöst wurde. Damit endete die eigenständige politische Geschichte Venedigs, sieht man von der Zeit zwischen März 1848 und August 1849 ab, als man unter Führung von Daniele Manin eine unabhängige Republik ausrief, die Repubblica di San Marco.
Lodovico Giovanni Manin erhielt eine sorgfältige Bildung in Bologna und Rom. Er bewährte sich in verschiedenen Ämtern im venezianischen Kolonialreich. Ab 1751 widmete er sich seiner Ämterlaufbahn, wie es in seinem gesellschaftlichen Stand üblich war, stieg bald in die höchste Stellung nach dem Dogen auf, als er zum Procuratore di San Marco gewählt wurde. Über sein Familiennetzwerk positionierte er sich als Kandidat für das höchste Staatsamt, wobei ihm auch sein erhebliches Vermögen zugutekam. Dabei sah er einen Vorrang der Wirtschaft vor den Auseinandersetzungen zwischen den Konservativen und den Moderaten, wie sie die Republik seit Generationen prägte.

## Herkunft und Familie
Am 4. Februar 1526 erhob Kaiser Karl V. die im Friaul ansässige Familie Manin in den Reichsadelsstand. 1651 erwarb die Familie für 100.000 Dukaten die Mitgliedschaft im Patriziat Venedigs. Der weitere, nunmehr ostentativ sichtbar gemachte gesellschaftliche Aufstieg erfolgte im Jahr 1700 mit dem Umzug aus einer Wohnung im Palazzo Fontana in der Gemeinde S. Felice in den Palazzo Dolfin in der Contrada S. Salvador. Das neue Domizil wurde zwischen 1704 und 1748 künstlerisch ausgestaltet, wobei die neuen Eigentümer es vor allem mit Gemälden und Steinmetzarbeiten ausstatten ließen. Ludovico war der älteste Sohn des Ludovico und der Maria Basadonna.

## Leben

### Bildung und Ausbildung, Bologna, Rom (1743–1747), Neapel (1746–1748), Heirat (1748)

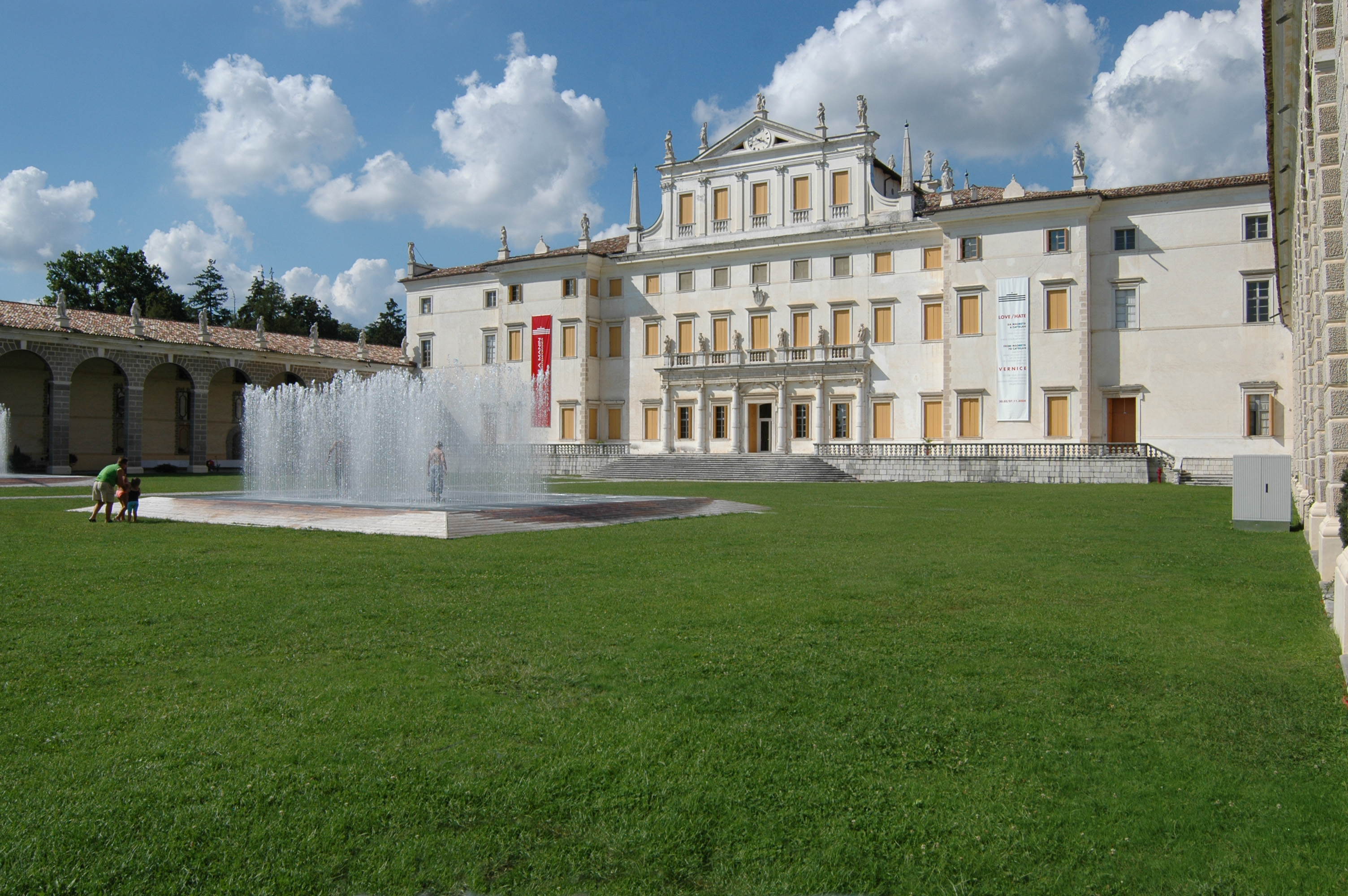
Villa Manin in Codroipo im Friaul

Zusammen mit seinen Brüdern Pietro (1732–1792) und dem 1736 zur Welt gekommenen Giovanni († 1774) erhielt er eine für die Zeit typische Ausbildung in italienischer und französischer Literatur unter Aufsicht der hochgebildeten Mutter Maria Basadona, einer Verwandten des Kardinals Pietro Basadonna. Danach lernte er im Jesuitenkolleg (dei nobili) von Bologna, wo er Rhetorik und Philosophie wählte. Mit einer Tesi zum Naturrecht unter dem Titel Propositiones de Jure naturae quas in nobilium S. Xaverii collegio cleric. regul. S. Paulli publice propugnabit schloss er sein dortiges Studium ab, eine kleine philosophische Arbeit, die ohne Erscheinungsjahr in Bologna publiziert wurde.
Am 15. Oktober 1743 brach er in Begleitung seines Bruders Piero nach Rom auf, um ins Collegio Clementino zu gelangen. In der Folge studierte Lodovico Manin unter Anleitung des Priesters A. Gibellini aus privatem Interesse Geschichte, Rhetorik, Mathematik und Französisch, aber auch Tanz und Fechtkunst. Am 18. April 1746 brach Ludovico, wiederum mit seinem Bruder Pietro, der aus unbekannten Gründen das Collegio verlassen hatte, nach Neapel auf. Sie wurden vom venezianischen Konsul Conte G. A. Piatti in seinem Haus aufgenommen und König Karl IV. von Neapel und Sizilien vorgestellt, dem späteren Bourbonenkönig Karl III. von Spanien. Seine Ehefrau Maria Amalia von Sachsen, die ihn mit 13 Jahren geheiratet hatte, hatte sich 1738 in ihrer Villa in Passariano aufgehalten.
Nach der Rückkehr nach Venedig suchte er nach einer Gelegenheit, in die höheren politischen Ränge aufzusteigen. Am 14. September 1748 heiratete er die 17-jährige Elisabetta di Giannantonio Grimani. Die Ehe blieb jedoch ohne Nachkommen.

### Ämterlaufbahn, Capitanate von Vicenza, Verona, Brescia (ab 1751)
1751 erhielt Manin, als er das gesetzlich vorgegebene Mindestalter von 25 Jahren erreicht hatte, einen Sitz im Großen Rat, der Generalversammlung des männlichen venezianischen Patriziats. Dabei wurde er sogleich zum Capitano von Vicenza gewählt, womit er die sonst übliche Lehrzeit in den venezianischen Magistraturen übersprang.
Mit Erfolg kümmerte er sich um die Frage der Abgaben und bekämpfte den Schmuggel von Seide, Tabak, Salz und Öl im Alpenvorland, genauer gesagt im Gebiet der Sieben Gemeinden, in Italien bekannt als Hochebene (altopiano) von Asiago. Dabei gelang ihm ein Interessenausgleich auch mit den weniger Betuchten.
Damit hatte sich Manin empfohlen, und so wählte ihn der Große Rat im Dezember 1756 zum Capitano von Verona. Als die Etsch im September 1757 über die Ufer trat und große Schäden anrichtete, konnte er sich durch seine Hilfsmaßnahmen einen entsprechenden Ruf verdienen. So wurde er 1763 auf den prestigeträchtigen Posten des Podestà von Brescia gewählt, doch wurde er kaum einen Monat nach Einzug in die Stadt im November darüber hinaus zum Prokuratoren von San Marco gewählt. Dies war die höchste Position, die in Venedig zu vergeben war, zumal sie als einige der wenigen auf Lebenszeit vergeben wurde.
Die Feierlichkeiten zur Amtseinführung begannen schon in Brescia mit Musik, Feuerwerk, Tanz und Erfrischungen, einer feierlichen Prozession nebst Te Deum. Doch die Zeremonie und die Feiern in Venedig stellten all dies noch bei weitem in den Schatten, denn die vergleichsweise „neue“ Familie musste durch Reichtum und Ansehen glänzen, um sich auf den obersten Rängen des Stadtadels zu halten.
Die eigentliche Amtseinführungszeremonie fand am 30. April 1764 in der Kirche San Salvador statt. In einem langen Aufmarsch durch die Mercerie gelangte der Prokurator zum Markusplatz, wo er in der Kirche vereidigt wurde. In den nächsten Jahren erwarb er sich hohes Ansehen im Umgang mit Finanzwesen und Administration. Dabei war er von 1764 bis 1768 einer der drei Revisori in Zecca (vg. Zecca (Venedig)), dann bis 1770 einer der Revisori e regolatori dei dazi, dann wurde er einer der Provveditori in Zecca (1771–1773), darauf einer der Revisori e regolatori delle entrate pubbliche (1773–1775 und 1776–1778, erneut 1783 bis 1785), um 1774 bis 1776 zu einem der Inquisitori sull'amministrazione dei pubblici ruoli zu werden.

### Ämter in den Bereichen Marine, Melioration, Handel und Finanzen
Nach diesen Aufsichts- und Steuerungsposten in der Finanz- und Münzverwaltung übernahm er von 1780 bis 1783 als Deputato alle cose dell'Arsenale militärische Aufsichtsfunktionen, dann wurde er wieder für Verona als Magistrato dei Beni inculti designato al prosciugamento delle Valli Veronesi, wo er sich dementsprechend um die Trockenlegung ungenutzten Bodens kümmerte. 1785 bis 1789 kümmerte er sich als einer der Deputati alla regolazione delle tariffe mercantili di Venezia um die Handelstarife, schließlich um die Einziehung öffentlicher Kredite als einer der drei Inquisitori sull'esazione dei pubblici crediti.

### Vorbereitung der Wahl zum Dogen, familiäres Netzwerk
Die Wahl Paolo Reniers, eines direkten Verwandten Manins, zum Dogen, veranlasste letzteren, ein dichtes Netzwerk von Protektion und Klientelismus zu unterhalten. Gepflegt wurde sein Ruf eines Ausgleichers in politischen und wirtschaftlichen Dingen, aber auch von seinem gewaltigen Vermögen. 1789 glaubte der noch amtierende Doge, wenige Monate vor seinem Ableben: „L'erario xe in sconquasso ocore un ricon e i farà Lodovico Manin“. Was ihn aber noch mehr zum Kandidaten machte, war die Tatsache, dass er einen Vorrang der Ökonomie vor den Auseinandersetzungen zwischen den Konservativen und den Moderaten unter den Aufklärern sah.

## Das Dogenamt (1789–1797)

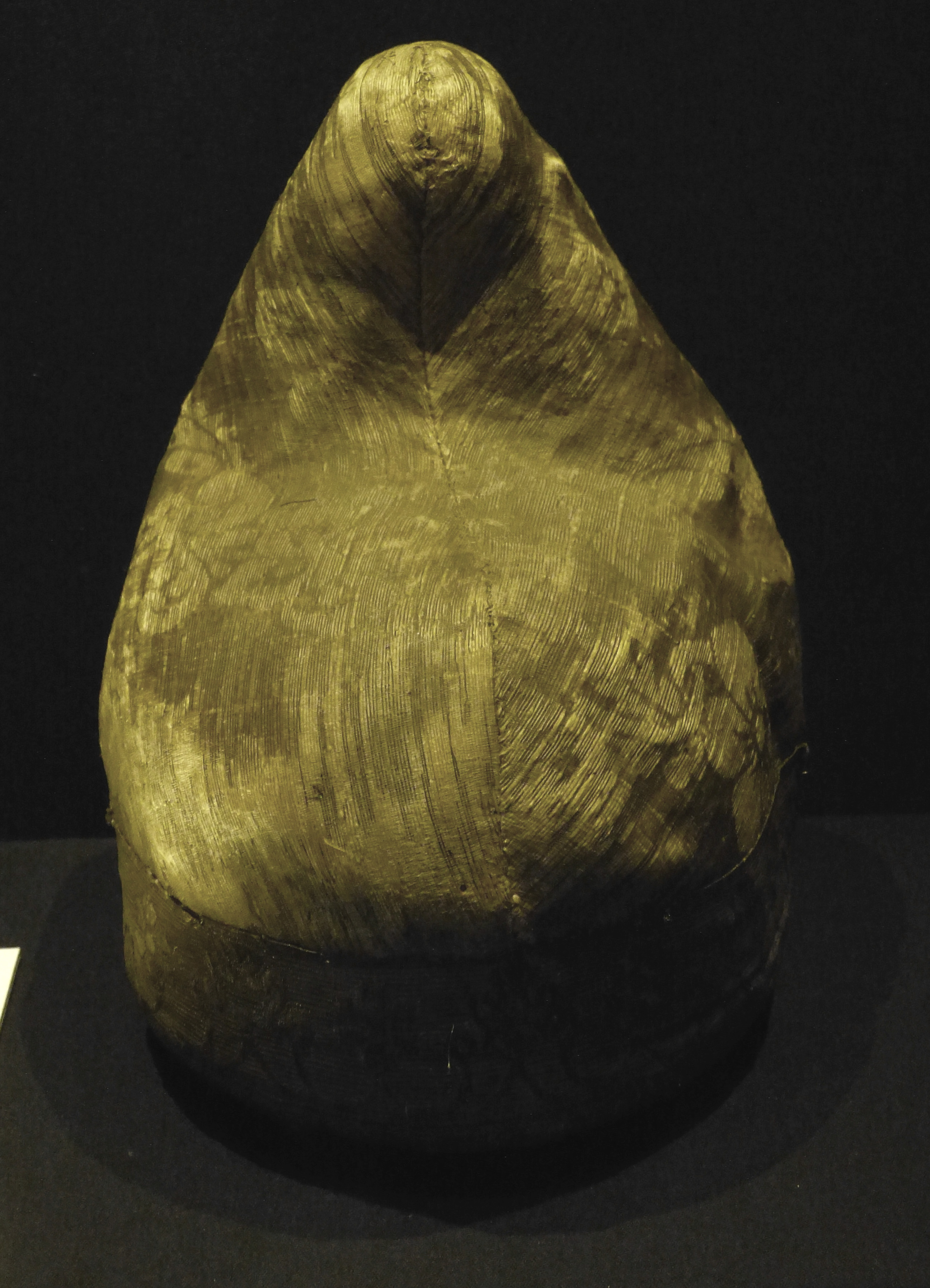
Der Corno Ducale Manins, die traditionelle Kopfbedeckung der Dogen, ausgestellt im Schlossmuseum Gotha, 2016

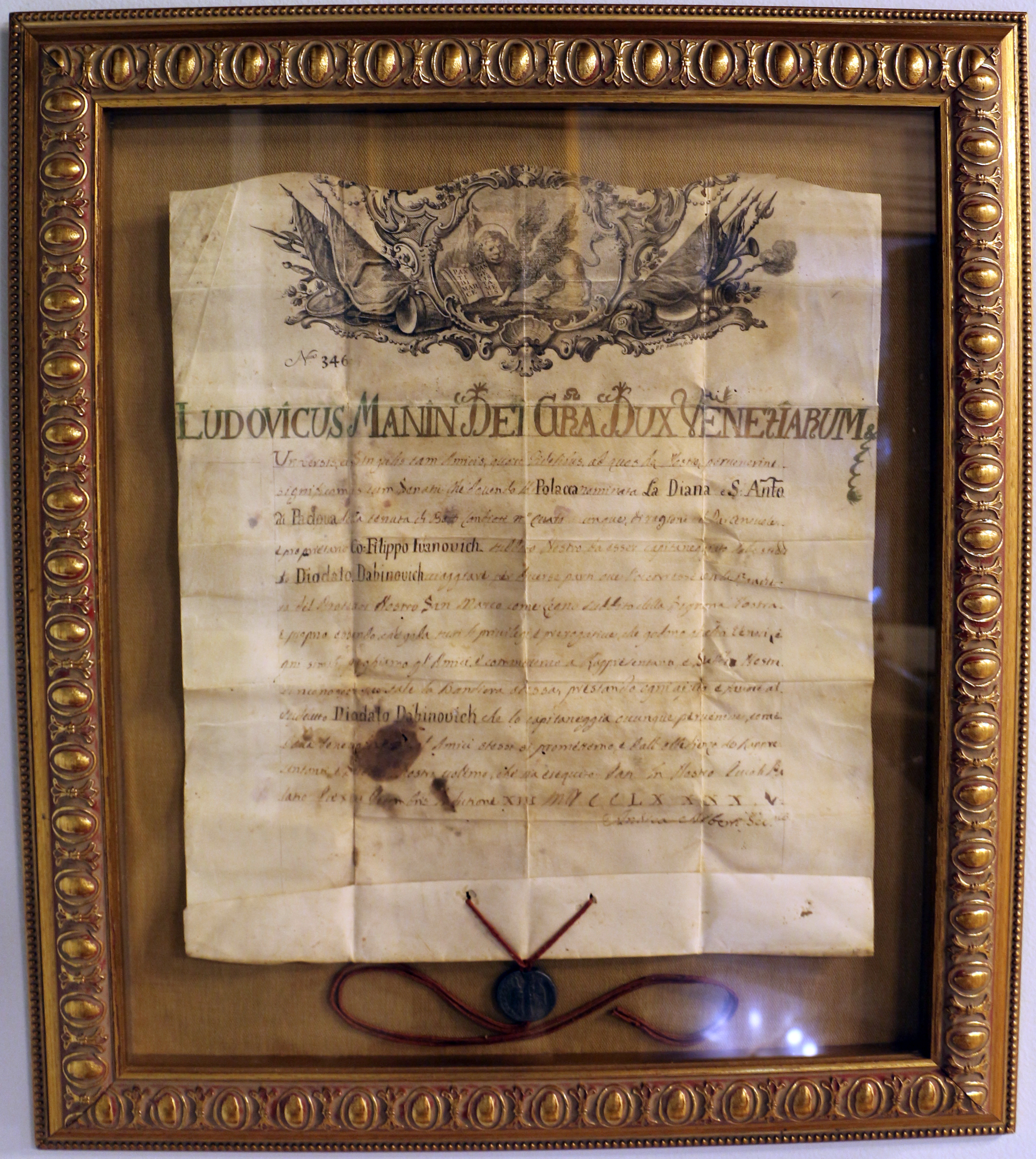
Ducale Manins aus dem Jahr 1795, ausgestellt für den Kapitän Filip Ivanovic

Manin wurde am 9. März 1789 im ersten Wahlgang zum Dogen gewählt, wenige Monate bevor sich die Pariser gegen die Herrschaft der Bourbonen auflehnten und die Französische Revolution begann, mit der auch das Ende der Serenissima eingeläutet wurde. Der zweite einflussreiche Kandidat war Andrea Memmo. Er war mit dezidierten Reformideen angetreten, doch hatte er zunehmend den Rückhalt seiner Fraktion verloren. Der Kandidat der einflussreichen Familie Mocenigo, Alvise Sebastiano V. Mocenigo, wurde per Gerichtsbeschluss wegen „Sodomie“ von der Wahl ausgeschlossen.
Manin gewann schließlich bedeutende Unterstützung, insbesondere durch die Pisani-Mocenigo-Corner. Schon im ersten Wahlgang erhielt er 28 Stimmen. Er war allerdings für seinen Geiz berüchtigt. Schon am Anfang seines Dogats, bei dem er die übliche Großzügigkeit der Dogen vermissen ließ, machte er sich bei der Bevölkerung unbeliebt.
Manin versuchte, auch wenn er durch den Tod seiner Frau im Jahr 1792 tief getroffen wurde, die wirtschaftlichen Probleme der Republik zu lösen. Dennoch kam es wegen massiver Teuerungen 1793 und 1794 zu Tumulten in den untergebenen Städten. Als Großgrundbesitzer im Friaul sorgte er für die Beibehaltung des Status quo gegen bereits 1782 formulierte Reformvorschläge. Diese wurden 1795 endgültig ad acta gelegt.

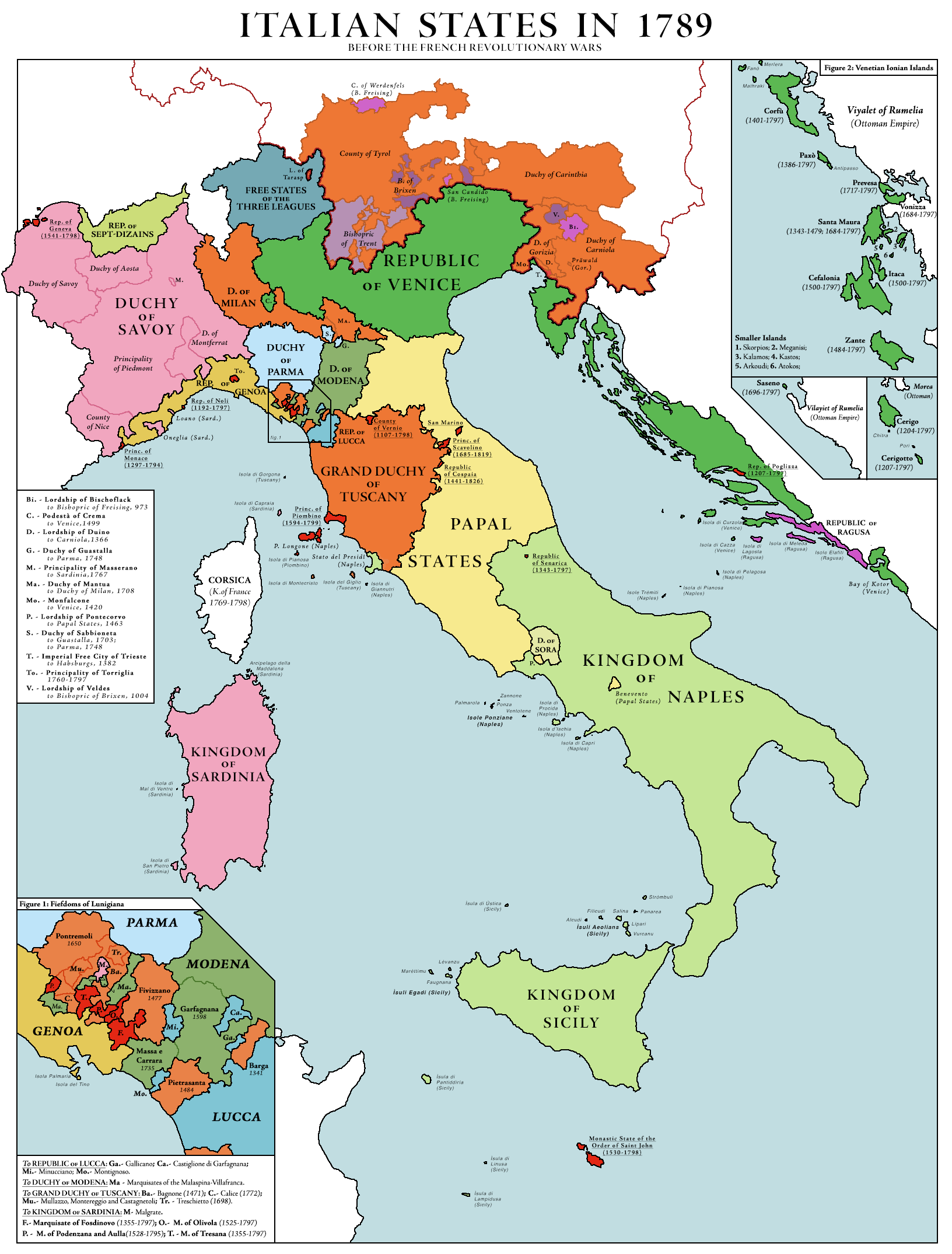
Die italienischen Staaten einschließlich der Republik Venedig im Jahr 1789

Nach dem Einmarsch Napoleons in Italien und seinen militärischen Erfolgen kam es 1795 zu einer ersten Koalition gegen Frankreich, der auch die italienischen Staaten mit der Ausnahme von Genua und Venedig beitraten, die einen inzwischen traditionellen neutralen Standpunkt einnahmen. Ohne sich um die bedrohliche außenpolitische Situation zu kümmern, so wurde lange kolportiert, um die Unfähigkeit des Dogen und des Staates insgesamt, auf die Bedrohung zu reagieren zu betonen, seien in Venedig der Karneval und die Vermählung des Dogen mit dem Meer mit gewohntem Pomp gefeiert worden.
Tatsächlich fielen am 1. Juni 1796 französische Truppen in Verona ein. Nun erst nahm man in Venedig den Ernst der Lage zur Kenntnis, und Venedigs Diplomatie kam in Bewegung. Ganz Oberitalien war inzwischen zum Schlachtfeld für die französischen und österreichischen Truppen geworden. Am 15. April 1797 stellte der französische General Andoche Junot dem Dogen ein Ultimatum, in dem er die Republik des Verrats bezichtigte, was diese nicht akzeptierte.
Am 18. April wurde in einem geheimen Zusatz zum Vorfrieden von Leoben zwischen Frankreich und Österreich vereinbart, dass Venetien, Istrien und Dalmatien an Österreich fallen sollten. Wenige Tage später griffen Sclavonier im Dienste Venedigs ein von Ancona kommendes französisches Schiff an, das zuvor von Kanonen beschossen worden war, weil es ohne Erlaubnis in die Lagune gesegelt war. Bei dem Angriff kamen neben dem Kapitän Laugier noch zwei Besatzungsmitglieder ums Leben. Kaum eine Woche später, am 25. April 1797, lag eine französische Flotte vor dem Lido, am 30. April schrieb Napoleon einen wütenden Brief.
Manin war davon überzeugt, dass das Vaterland und die patrizische Regierung keineswegs identisch waren. So schlug er am 1. Mai 1797 im Großen Rat vor, dem Patriziat das exklusive Recht auf die Machtausübung abzusprechen, um ‚diese Stadt zu retten‘ („salvar questa città“). Der Nachwelt vermittelte er den Eindruck eines schwachen und ängstlichen Dogen, als er am 4. Mai mahnte, dass die Ablehnung die Stadt Venedig einer großen Gefahr aussetze, dass sie einem militärischen Angriff als erste zum Opfer fallen werde.
Weder Senat noch Signoria traten jemals wieder zusammen, um ihre Meinung zu äußern, so dass die vom Dogen allein zusammengestellte Consulta straordinaria die Auflösung der Republik vorbereitete. Nach der Auflösung des Großen Rates am 12. Mai blieb der Doge noch bis zum 15. Mai im Dogenpalast. Er rief die Consulta zusammen, um für die Aufrechterhaltung der Ordnung zu sorgen. Weiterhin sandte er Berichte an die Delegierten Napoleons, organisierte die Auflösung des Großen Rates und die Übergabe der Macht an eine provisorische Regierung. Er selbst weigerte sich, an irgendeiner zukünftigen Regierung teilzuhaben, auch nicht nach Todesdrohungen seitens der neuen Herren der Stadt.

## Nach der Abdankung (1797–1802)

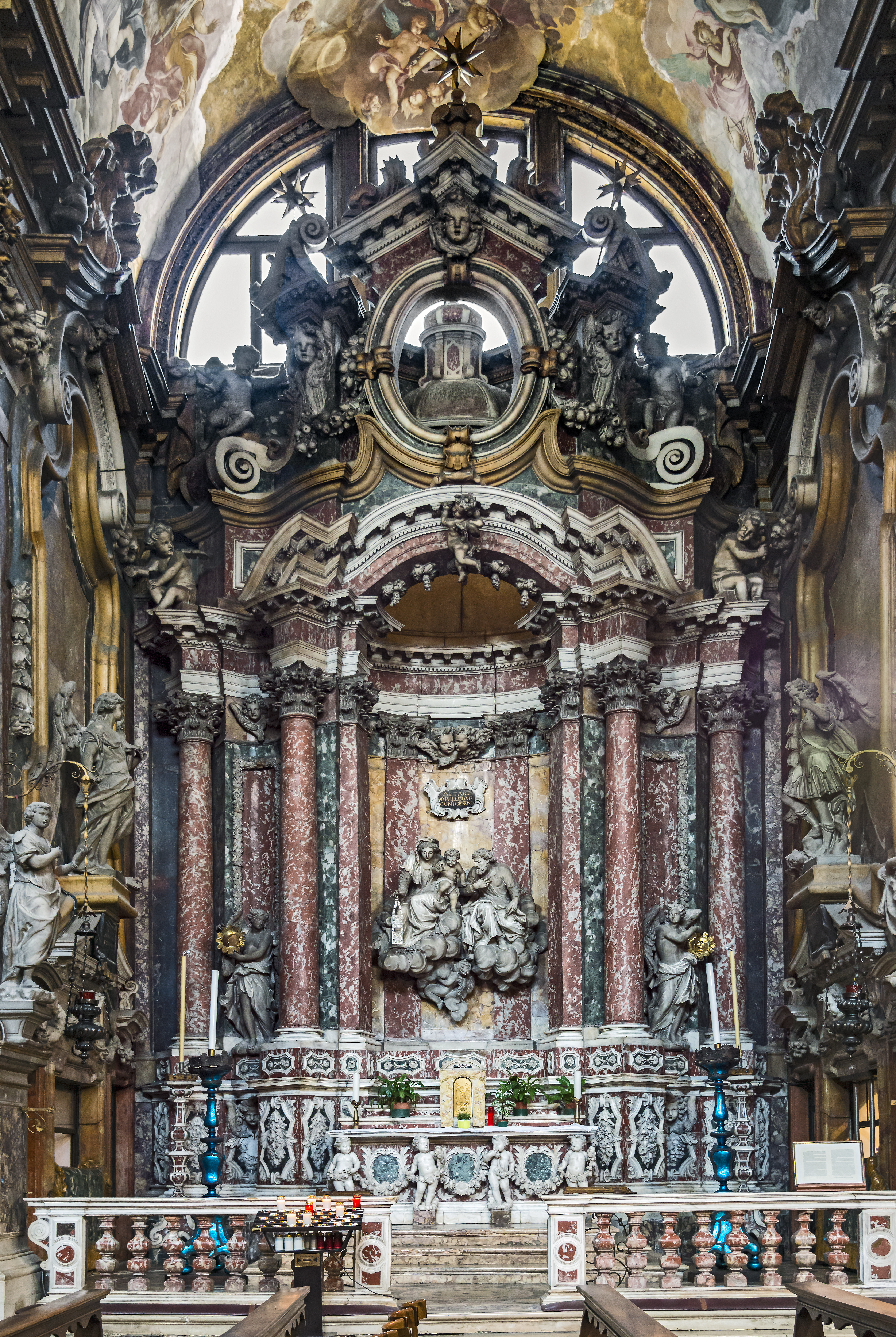
Altar der Cappella Manin in der Scalzi-Kirche

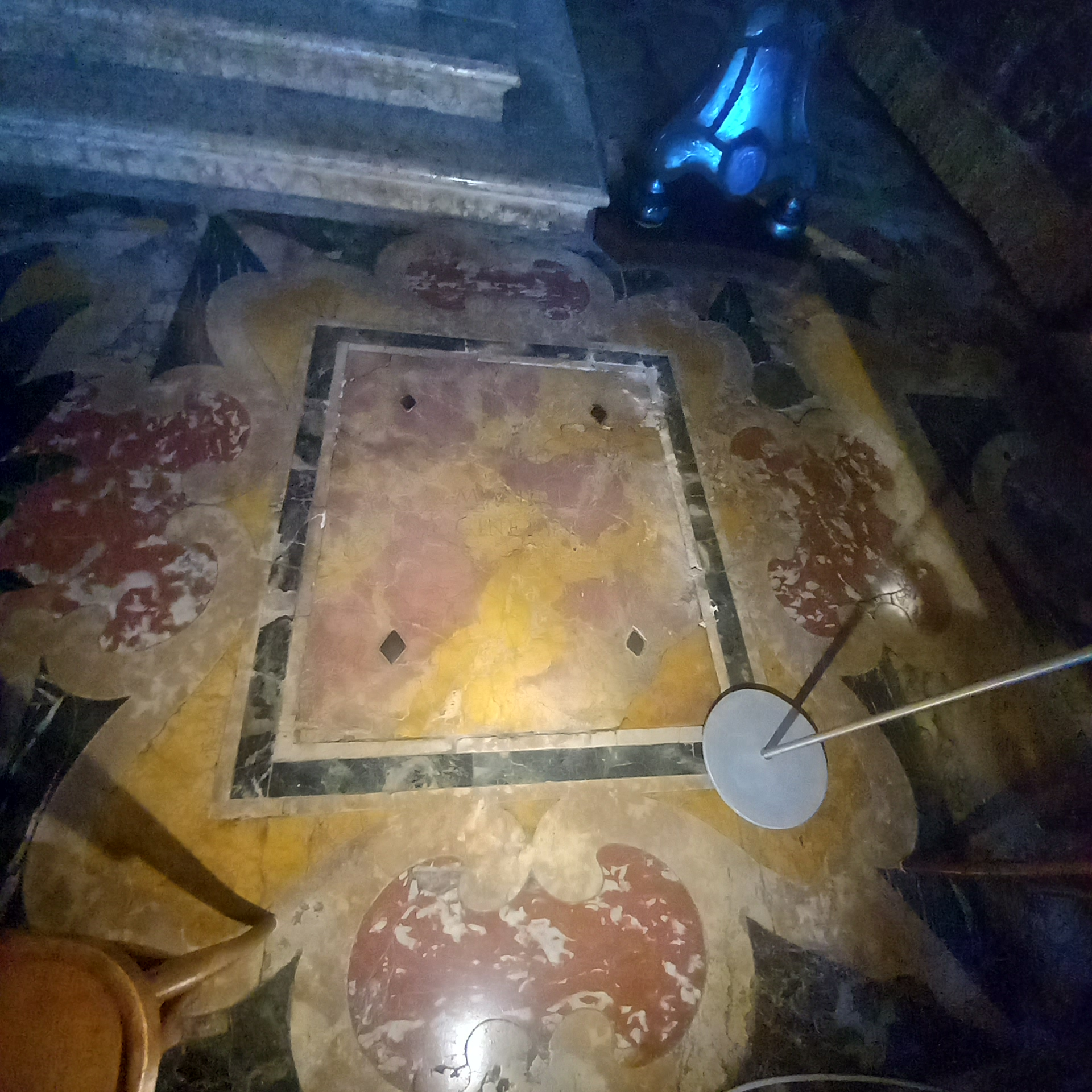
Das Grab Ludovico Manins in der Kirche Santa Maria di Nazareth (Scalzi) in Venedig

### Französische Herrschaft: 16. Mai 1797 bis 18. Januar 1798, Übergabe an Österreich
Am 16. Mai 1797 standen zum ersten Mal in Venedigs Geschichte fremde Truppen auf dem Markusplatz. Am selben Tag wurde der Kapitulationsvertrag unterzeichnet, Venedig unterwarf sich der französischen Herrschaft. Der 4. Juni, Tag der Einsetzung einer provisorischen Regierung, wurde als Tag der Freiheit zum Nationalfeiertag erklärt. Im Vertrag von Campoformio vom 17. Oktober 1797 fielen dann Venetien, Dalmatien und Istrien an Österreich, wie es bereits in Leoben vertraglich festgelegt worden war. Am 18. Januar 1798 begann mit dem Einzug seiner Truppen die Besatzung der Stadt durch Österreich.

### Rückzug in den Familienpalast, österreichische Herrschaft, Aufzeichnungen
Manin zog sich nach seiner Abdankung mit seinen beiden Neffen in den Palazzo Pesaro a San Stae und dann in den Palazzo Dolfin Manin, den er hatte restaurieren lassen, zurück. Er gab die Dogenmütze (den corno ducale) sowie das Goldene Buch (das Verzeichnis der Mitgliederfamilien des Großen Rats) zurück. Er soll bei Spaziergängen durch die Stadt gelegentlich beschimpft worden sein, weil er die tausendjährige Republik nahezu kampflos den Franzosen überlassen hatte. Schließlich soll er selbst alte Freunde nicht mehr empfangen haben. Sein Wunsch, in ein Kloster einzutreten, ließ sich nicht realisieren.
Als Anfang 1798 die Österreicher in Venedig einzogen, war Manin unter den zwölf Mitgliedern einer Delegation, die den neuen Herren Treue zu schwören hatten. Auch verfolgte er aufmerksam den Aufstieg von Francesco Pesaro, der enger Berater Kaiser Franz’ II. wurde, als Commissario straordinario, Sonderkommissar für Venedig und die Terraferma. Manin hielt sich allen Positionen im neuen Regime fern.
1801 erschien er des Öfteren auf Spaziergängen in Cannaregio, ging zur Servi-Kirche oder zum alten Ridotto hinter den Prokuratien. Trotz einer Stiftung von 20.000 Dukaten für verarmte Adlige registrierte er, wie das Volk und auch Teile des Patriziats ihn für die veränderten Zustände verantwortlich machten. Er wurde auf offener Straße beschimpft, auch in der Kirche, zudem zwei Mal bestohlen.
Manin starb am 24. Oktober 1802 und wurde – auf eigenen Wunsch ohne jeden Pomp – in der Cappella Manin, der Familiengruft in der Kirche Santa Maria di Nazareth (Scalzi-Kirche) begraben. Ein einfacher Stein trägt dort nur die Inschrift Manini Cineres (Asche Manins). Da er keine Kinder hatte (sein Bruder führte die Familie fort), richtete er in seinem Testament vom 1. Oktober 1802 die Manin-Stiftung ein, der er 110.000 Dukaten hinterließ. Sie kümmerte sich um Waisenkinder und geistig Behinderte und stattete Töchter aus armen Familien mit einer Mitgift aus. Allerdings flossen dem Stiftungszweck erst 1829 größere Mittel zu, so dass sie sich um rund 200 Kinder kümmern konnte (1840), im Jahr 1897 waren es 165. Die Stiftung bestand bis 1922.
Manin war sich der Bedeutung der Vorgänge überaus bewusst. So verfasste er ab dem 21. Juli 1797 Notizen über die Ereignisse. Anfangs überwiegt sein Widerwillen gegen das Verhalten der Revolutionäre, insbesondere der ehemaligen venezianischen Kollegen. Dann geht er zu administrativen und ökonomischen Notizen über. Weiten Raum gibt er der politisch-sozialen Etikette, dem Verhältnis von Siegern und Besiegten, dem Kommen und Gehen französischer und österreichischer Generäle und dem Wechsel der Funktionäre. Im Laufe des Jahres 1799 folgen eher analytische Berichte, die auch der Darstellung seiner Versuche dienten, die Republik zu reformieren. Die letzten Einträge erfolgten am 1. August 1802, zwei Monate vor seinem Tod.

### Rezeption
Diese Aufzeichnungen wurden erst 1886 von Attilio Sarfatti unter dem Titel Memorie del dogado di Lodovico Manin con prefazione e note publiziert. Die Haltung des Editors verursachte eine verbreitete Verurteilung des „schwachen“ Dogen, wie etwa durch Edoardo Vecchiatos Un principe debole (Padua 1888), der Manin unterstellte, er sei ein Mann ohne jegliche zivile Tugenden gewesen. Ohne Manin, so der Verfasser, wäre der Untergang der Republik keineswegs unvermeidlich gewesen. Noch Andrea Da Mosto kolportierte diese Auffassung ungeprüft. Spätere Arbeiten, wie die von Michele Gottardi oder Dorit Raines, stellten, trotz einer pessimistischen Haltung Manins, heraus, dass der Doge sich sehr wohl um die Rettung der Republik bemüht habe.

### Biographisches
- Dorit Raines: Manin, Lodovico Giovanni, in: Dizionario Biografico degli Italiani 69 (2007) 46–49.
- Mario Massironi, Giovanni Distefano: L'ultimo dei dogi, Helvetia, Venedig 1986.
- Dorit Raines (Hrsg.): Al servizio dell'amatissima patria. Le Memorie di Lodovico Manin e la gestione del potere nel Settecento veneziano, Venedig 1997.
- Giovanni Scarabello: Venezia dal 1797 al 1802 e le Memorie dell'ultimo doge, Einführung zu Ludovico Manin, Io, l'ultimo doge di Venezia, Venedig 1997, S. IX–LVI.
- Andrea Da Mosto: I dogi di Venezia con particolare riguardo alle loro tombe, Ferdinando Ongania, Venedig [1939], S. 314–321 (Digitalisat, PDF); nachgedruckt unter dem Titel I Dogi di Venezia, Florenz 1983, zuletzt 2003.
- Samuele Romanin: Storia documentata di Venezia, Bd. X, Venedig 1861, S. 140–142, 157, 159, 167, 177f. (Digitalisat)
- Giuseppe Lorenzetti: Ludovico Manin ultimo doge ovvero La caduta della Veneta Repubblica, Venedig 1867.
- Attilio Sarfatti: Il doge Ludovico Manin, Venedig 1886.
- Annibale Bozzola: L'ultimo doge e la caduta della Serenissima, in: Nuova Rivista Storica XII (1934) 3–32.
- Antonio D'Alia: Ludovico Manin, ultimo doge di Venezia, Rom 1940.
- Jean Georgelin: Venise au siècle des lumières, Mouton, Paris 1978, S. 493–502.
- Sante Valentini: Piccole memorie nell'incontro che l'infelice doge Lodovico Manin sta per morire, li 2 ott. 1802, [Udine] 1911 (Transkription des ms. Cicogna, 3145/15 der Biblioteca del Civico Museo Correr).
- Giacomo Di Prampero: Il passaggio pel Friuli di Maria Amalia principessa di Polonia regina delle Due Sicilie, 1738, Udine 1911.
- Gianfranco Torcellan: Una figura della Venezia settecentesca, Andrea Memmo. Ricerche sulla crisi dell'aristocrazia veneziana, Venedig, Rom 1962, S. 206–210.
- Lorenza Perini: Per la biografia di Francesco Pesaro (1740-1799), in: Archivio Veneto CXLV (1995) 65–98.
- Giuseppe Gullino: La congiura del 12 ott. 1797 e la fine della Municipalità veneziana, in: Critica storica XVI (1979) 545–622, hier: S. 553 f.

### Übergreifende Fragestellungen
- Elio Comarin: La mort de Venise. Bonaparte et la cité des doges, 1796-1797, Perrin, Paris 1998, S. 110 f.
- Dorit Raines: La famiglia Manin e la cultura libraria tra Friuli e Venezia nel '700, Udine 1997.
- Piero Mainardis de Campo: Il grande disegno della famiglia Manin, in: Gilberto Ganzer (Hrsg.) Splendori di una dinastia. L'eredità europea dei Manin e dei Dolfin, Mondadori, Mailand 1996, S. 58.
- Martina Frank: Virtù e fortuna. Il mecenatismo e le committenze artistiche della famiglia Manin tra Friuli e Venezia nel XVII e XVIII secolo, Venedig 1996.
- Piero Del Negro: La memoria dei vinti. Il patriziato veneziano e la caduta della Repubblica, in: Renzo Zorzi (Hrsg.): L'eredità dell'Ottantanove e l'Italia, Florenz 1992, S. 351–370, hier: S. 355 f.
- Renzo Derosas: Dal patriziato alla nobiltà. Aspetti della crisi dell'aristocrazia veneziana nella prima metà dell'Ottocento, in: Les noblesses européennes au XIXe siècle. Actes du Colloque organisé par l'École française de Rome et le Centro per gli studi di politica estera e opinione pubblica de l'Université de Milan, en collaboration avec la Casa de Velázquez (Madrid), le Deutsches historisches Institut in Rom, l'Istituto svizzero di Roma, le Netherlands Instituut te Rome et l'Österreichische Akademie der Wissenschaften (Rome 21-23 novembre 1985)1985, Rom 1988, S. 333–363.
- Ricciotti Bratti: La fine della Serenissima, Mailand 1919 (Nachdruck 1998).
- Michele Gottardi: Il trapasso, in: Gino Benzoni, Gaetano Cozzi (Hrsg.): Venezia e l'Austria, Venedig 1999, S. 93 f.

### Nachwirkung
- Michele Gottardi: Da Manin a Manin: istituzioni e ceti dirigenti dal 1797 al '48, in: Mario Isnenghi, Stuart Woolf (Hrsg.): Storia di Venezia, Bd. IX, 1: L'Ottocento e il Novecento, Rom 2002, S. 75 f.